# Free Orbit
Free Orbit was een in 1969 geformeerde Duitse jazzrockband, die werd geleid door Peter Herbolzheimer en Udo Lindenberg.

## Bezetting
- Freddy Christmann[2] (trompet)
- Heinz Habermann[3] (trompet)
- Peter Herbolzheimer (bastrombone)
- Frank St. Peter[4] (fluit, altsaxofoon)
- Emil Wurster[5] (tenorsaxofoon)
- Rainer Vogelei[6] (bas)
- Hans Hartmann[7] (bas, sitar)
- Udo Lindenberg (drums, zang)

## Geschiedenis
De band bracht een jaar na de formatie een gelijknamige plaat uit bij MPS Records, waarop tien uitsluitend Engelstalige nummers waren te horen, die Lindenberg ofwel alleen of met een van de medemuzikanten had geschreven. Lindenberg zong de nummers Never Felt So Free, Amsterdam, What Colours Has the Soul, All My Love Girl (in een duet met Mike Brooks), Big Family (in een duet met Brooks) en Flying Windmill. In 2003 werd het album opnieuw als cd uitgebracht bij het label Membran International GmbH, in 2014 bij MPS Records/Edel.

## Discografie
- 1970: Free Orbit, MPS Records